# باهر المحمدي
باهر محمد مرسي المحمدي لاعب كرة قدم مصري ، من ناشئي نادي الإسماعيلي ، ويلعب حاليًا النادي المصري في مركز الظهير الأيمن.

أعير لناشئي نادي الزمالك ، وانضم للفريق الأول ولكنه كان احتياطيًّا ولم يشارك ، وبعد انتهاء الإعارة عاد إلى نادي الإسماعيلي وشارك معه في العديد من المباريات ، وكانت أول مباراة له مع الفريق الأول لنادي الإسماعيلي عندما نزل بديلًا قبل نهاية المباراة أمام نادي حرس الحدود في الجولة الثامنة والثلاثين من موسم 2014–2015.
لعب أول مباراة دولية له مع منتخب مصر يوم 8 سبتمتبر 2018 حين دفع به المدير الفني خافيير أجييري أساسيًا في المباراة التي انتهت بفوز مصر 6–0 على النيجر في تصفيات كأس الأمم الأفريقية 2019. ولعب المحمدي في مركز قلب دفاع وليس مركزه المعتاد الظهير الأيمن.

## إحصائيات مشاركاته
آخر تحديث في 13 مايو 2018

### مع الأندية
| الفريق     | الموسم    | الدوري  | الدوري | الكأس   | الكأس | البطولات القارية | البطولات القارية | الإجمالي | الإجمالي |
| الفريق     | الموسم    | مشاركات | أهداف  | مشاركات | أهداف | مشاركات          | أهداف            | مشاركات  | أهداف    |
| ---------- | --------- | ------- | ------ | ------- | ----- | ---------------- | ---------------- | -------- | -------- |
| الإسماعيلي | 2014–2015 | 1       | 0      | 0       | 0     | —                | —                | 1        | 0        |
| الإسماعيلي | 2015–2016 | 0       | 0      | 1       | 0     | —                | —                | 1        | 0        |
| الإسماعيلي | 2016–2017 | 22      | 2      | 1       | 0     | —                | —                | 23       | 2        |
| الإسماعيلي | 2017–2018 | 19      | 0      | 2       | 0     | —                | —                | 21       | 0        |
| الإسماعيلي | الإجمالي  | 42      | 2      | 4       | 0     | —                | —                | 46       | 2        |

## روابط خارجية
- باهر المحمدي على موقع ناشيونال فوتبول تيمز (الإنجليزية)
- باهر المحمدي على موقع Soccerway.com (الإنجليزية)